# 제이통
제이통 (JTONG, 본명: 이정훈, 1988년 2월 7일 ~ )은 대한민국의 힙합 가수이다. 2008년 처음 씬에 모습을 드러냈으며 이후 탄탄한 실력과 Maslo와의 디스전 등의 이슈를 통해 유명해졌다. 부산광역시에 대한 각별한 애정을 보이는 것으로 유명하다.
부산진고등학교를 졸업하고 동의대학교 광고홍보학과에 재학 중에 자퇴하였다.
소속사는 스톤쉽 (Stone Ship)이고, 크루는 Buckwilds와 Illest Konfusion이다.

## 바이오그래피

### 초창기
JTONG은 1988년 부산광역시에서 태어났다. 중고등학교 시절부터 랩을 시작하였던 그는 특히 고등학교 때 카피 랩 잘 하기로 주변 지역으로 소문이 났으며, 이를 계기로 모인 친구들과 동생들이 2005년 Buckwilds를 결성하였다. Buckwilds는 그 이후로 그의 활동의 뿌리가 되어주었다.
이후 그가 사람들에게 이름을 알리게 된 계기는 무료 믹스테입 B를 발표하면서부터였으며, 특히 수록곡 South Shot은 똑부러지는 발음과 빠른 속사포 랩으로 좋은 반향을 얻었다. 특히 그 해 7월, Basick의 믹스테입에 참여한 곡 Champion에서도 그의 특유의 강력한 속사포를 선보이면서 힙합 매니아들에게 강렬한 인상을 남겼다.

### 컴백과 디스전
Champion 이후 그의 눈에 띄는 활동은 없었으나 공백기 동안에 Illest Konfusion에 그가 합류하였다는 소식이 알려지면서 화제가 되기도 하였다.
그가 활동을 재개한 것은 2010년 Buckwilds의 활동이 본격화되면서부터였다. 그 해 그는 Basick의 Champion pt.2에 참여하고 솔로 믹스테입 South Town Mixtape vol.1 및 Buckwilds 단체 믹스테입을 발표하였으며 다수의 공연에 섰다. 또 2011년에 들어서면서 Swings가 세운 레이블 JM Entertainment에 합류하였고, 4월 솔로 EP를 발표하였다. 솔로 EP의 전곡은 앨범이 발표되기 전에 JTONG 본인에 의해 뮤직비디오가 제작되었는데, 이로 인해 그의 곡은 더 많은 사람들에게 퍼져나갔다.
그 수록곡 중 〈똥〉은 Soul Connection에 대한 강도 높은 디스곡으로 큰 이슈를 불러일으켰다. 이 곡에 대해 다수의 뮤지션들은 트위터를 통해 지지를 표했으며, Soul Connection 안티들의 목소리가 커지는 계기로 작용하였다. 얼마 지나지 않아 Maslo의 반격곡이 올라와 디스전은 더욱 커졌고, 힙합 커뮤니티에서도 치열한 논쟁이 벌어졌다. JTONG은 인터뷰에서도 "앙 찌찌띠"라며 입장을 굽히지 않는 모습을 보여주었다.

### 디스전 이후
EP 앨범 활동을 성공적으로 마친 JTONG은 이후 JM Entertainment에서 나와 무소속으로 활동하였다. 그의 첫 정규앨범은 아메바 컬쳐가 소속 가수가 아님에도 아낌 없는 지원 사격을 해줄 것을 밝힌 바 있어 화제가 되었다. 이후 2012년 8월 JTONG이 아메바 컬쳐와 정식으로 계약을 맺었음이 최자의 트위터를 통해 공개되었다. 그 달, 그의 첫 번째 정규 앨범 《모히칸과 맨발》의 선공개곡 〈찌찌뽕〉의 뮤직비디오가 공개되었는데, 여자 모델의 가슴 노출이 여러번 나오는 영상으로 선정성이 논란되었으며 공개 몇 시간만에 유튜브 영상이 삭제되고, 선정적인 장면을 뿌옇게 처리한 클린 버전이 대신 업로드되었다. 현재는 클린 버전까지 선정성을 이유로 삭제된 상태다. 이후 10월 9일 타이틀곡 〈사직동 찬가〉의 뮤직비디오와 함께 《모히칸과 맨발》의 음원이 공개되었다.
《모히칸과 맨발》 활동 중이었던 2013년 JTONG은 조용히 아메바 컬처에서 나와 무소속으로 활동을 시작하였고, Buckwilds 크루를 이끌며 부산과 서울을 오가며 공연을 하였다. 2013년 말에는 이센스와 함께 D.O.T.라는 프로젝트 팀을 결성하였다고 공연장에서 밝혀 팬들을 놀라게 하였다. 이후 이센스와 제이통이 합작으로 D.O.T.라는 레이블을 준비하고 있다는 기사가 나기도 하였으나, 제이통이 페이스북을 통해 D.O.T.는 크루임을 밝혔다.
대표곡: South Shot, Get'em Up, 〈부산〉, 〈사직동 찬가〉

## 디스코그래피
- 2008년 믹스테입 B
- 2010년 믹스테입 South Town Mixtape vol.1
- 2011년 EP 《부산》
- 2012년 LP 《모히칸과 맨발》
- 2015년 LP 《이정훈》
- 2018년 《회귀》 - 앨범리뷰(해당사이트 로그인 필요)

## 이슈

### Soul Connection과의 디스전
JTONG은 Soul Connection에 대한 반감을 꾸준히 드러낸 바 있으며, Soul Connection에 대한 첫 디스는 2010년 믹스테입 수록곡 Get'em Up이었다. 이 곡은 상대적으로 큰 반향을 일으키지 못하였으나 역시 뮤직비디오가 제작되어 많은 이들이 접할 수 있었다. 이후 나온 《부산》 EP 수록곡 〈똥〉에서는 Maslo, Still PM 등을 포함한 Soul Connection 전체를 훨씬 더 강도 높은 디스 가사로 디스하여 큰 이슈를 불러일으켰다.
이에 대해 Soul Connection의 대표 아티스트 Maslo는 며칠 지나지 않아 반격곡 〈똥개〉를 발표하면서 디스전은 2차로 접어들었다. JTONG은 반격곡이 나온 직후의 인터뷰에서 Soul Connection이 한국 힙합을 망치고 있다는 입장을 끝까지 고수했으며, 앨범 발매 3일 전에 한 쇼케이스에서는 〈똥〉 라이브 공연에 앞서 다시 한 번 Soul Connection을 겨냥한 랩을 선보였다. 이미 그 전부터 JTONG은 Soul Connection에 대한 재디스곡 가사 작업을 마친 상태라고 밝힌 상태였기 때문에 팬들은 이 곡이 재디스곡일 것이라고 확신하고 완성본이 나오기를 기다렸다. 그러나 완성본은 2016년까지 나오지 않고 있다.
이 디스전으로 인해 Soul Connection의 이미지는 힙합 매니아들 사이에서 크게 추락하였으며, 커뮤니티에서 치열한 논쟁이 오갔다. 설상가상으로, 이즈음 Maslo가 마리화나를 흡연하여 구속되었다는 사실이 알려지면서 Soul Connection에 대한 비난의 화살은 더욱 거세졌으며, 이 와중에 디스전도 흐지부지 마무리되었다.
이후 Soul Connection의 대표 Csp가 일련의 사건에 대한 자신의 심경을 담은 곡 〈좆망〉을 발표했으며, 이에 대해 같은 Buckwilds 크루 소속인 Andup이 다시 Csp를 디스하는 〈똥망〉이란 곡을 발표하였으나 제3자가 개입한다는 의견과 함께 이 디스곡은 비난을 받는다. 이때 Swings가 앤덥에게 '앤덥 넌 아직 급이 안돼 새꺄'라고 말한 것이 화제가 되어 앤덥이 쇼미더머니4 출연 당시 공공연하게 언급되곤 하였다.

### 〈찌찌뽕〉 뮤직비디오 공개
2012년 8월 17일 JTONG은 유튜브를 통해 《모히칸과 맨발》의 수록곡 〈찌찌뽕〉을 선공개하는 방식으로 뮤직비디오를 공개하였다. 해당 뮤직비디오에는 JTONG이 여성 모델의 가슴을 만지고 '찌찌뽕'을 하는 장면이 여과없이 드러나있어 상당히 커다란 파장이 있었다. 업로드된지 몇 시간 후, 뮤직비디오에서 가슴 노출 장면이 뿌옇게 처리된 "클린 버전"이 올라왔으며, JTONG은 트위터를 통해 실수로 클린 버전이 아닌 원본을 업로드하여 이런 일이 생겼다고 해명하였다. 당일, 클린 버전 역시 선정성을 이유로 유튜브에서 삭제되었다. 팬들은 이에 대해 예술과 외설의 경계에 대한 논쟁을 이어나갔고, 일부에서는 사전 심의 등급제가 시행되는 8월 18일 하루 전에 올린 것이 의도적이라는 분석도 나왔다.
2주 후 아메바 컬처 측에서는 뮤직비디오에 대한 공식적인 입장을 밝혔다. 먼저, 뮤직비디오가 매우 반감이 들게 한다는 점을 인정하며, 아이디어와 제작의도는 JTONG이 "버스를 타고 가는 도중 좌석마다 붙어있던 성형외과 광고사진, 여과 없이 보여주는 가슴성형사진에 대한 불쾌감을 표현하고자" 만든 것이었다고 밝혔다. 또 "여러분들이 뮤직비디오를 접했을 때 드는 반감을 제이통의 방식대로 표현"한 것, 즉 "영상등급위원회 등에서 방송이나 뮤직비디오에 나오는 가수들에 대해서는 끊임없이 선정성 논란을 제기하면서도, 일반인은 물론 대부분의 미성년자들이 가장 많이 이용하고 있는 대중교통 수단에서는 여과 없이 보여지는 그 수많은 선정적인 광고들은 어째서 논란이 안되고 또한 제재도 가해지지 않는지에 대한 반감"이었다고 밝혔다. 왜 아메바 컬처 측에서 제재를 가하지 않았는지에 대해서는, "반감이 든다고 해서 제이통의 음악세계나 의도에 대해서 그르다고는 생각하지 않"는다며, "‘내가 갖는 반감이 옳고 그름에 판단기준일 수는 없다’는 생각으로 저희 아메바컬쳐는 제이통의 음악을 지지하기로" 결정하였다고 밝혔다.
JTONG 본인은 뮤직비디오 의도에 대해 단순히 "재밌어서, 하고 싶어서"라고 밝혔으며, 사전 등급 심의제가 시행되기 하루 전에 올린 것은 의도적이라 밝혔다. 또한 논란이 있을 것이란 생각은 당연히 하였지만, "사람들이 내가 만든 노래와 영상에 대해 뜨겁게 반응하는 모습을 기대했고 실제로 반응하는 모습에 재밌었"다고 밝혔다.

## 이름
- JTONG은 그의 어릴적 별명 "정통"이 변형된 것으로, 그 외 별다른 의미는 없다.[1]

## 스타일
데뷔 초창기 때만 해도 그의 스타일은 속사포 랩이 주를 이루며, 특유의 "따박따박" 쏘아대는 발음이 인상적인 플로우였다. 이러한 스타일은 그의 첫 믹스테입 공개곡 South Shot과 Basick의 Champion에 잘 나타나있다. 그러한 그의 스타일이 Basick의 Champion pt.2부터는 완전히 사라지고, 한마디에 비교적 적은 단어를 사용하는 대신 발음에 좀 더 힘을 눌러주는 스타일로 변하였다. 이러한 스타일의 변화에 대해 그는 "처음 랩을 시작했을 때는 내가 무슨 말을 해야 하겠다가 아니고 어떻게 발음하면 좀 더 멋있게 들릴까를 고민"했으나 어느 순간 이 작업이 재미없다고 생각했고, "그때부터 아예 반대로 한 글자 한 글자 들었을 때 전달이 확실하게 처박히는 그런 느낌을 연구"하였다고 얘기하였다.
한편 그가 쓰는 반주는 락 적인 사운드가 매우 강한 것이 특징으로, 실제로 그의 정규 앨범 《모히칸과 맨발》에는 노브레인, Lowdown 30 등의 펑크락 밴드가 참여하였으며, EP 때 수록되었던 곡 〈구구가가〉와 〈개판〉도 훨씬 락 적인 사운드가 강화되어 재수록된 바 있다. 이런 스타일에 관한 질문에 그는 펑크가 아직 무엇인지 모르나 그저 재미있으면 하는 것일 뿐이며, 락은 힙합만큼 멋있다며 앞으로도 많은 락 밴드와 콜라보하고 싶다고 얘기하였다.